# Valderrueda
Valderrueda – gmina w Hiszpanii, w prowincji León, w Kastylii i León, o powierzchni 160,78 km². W 2011 roku gmina liczyła 979 mieszkańców.